# Judô nos Jogos Sul-Asiáticos de 2006
As competições de judô nos Jogos Sul-Asiáticos de 2006 ocorreram entre 26 e 27 de agosto. Onze categorias foram disputadas.

## Calendário
| Agosto | 14 | 16 | 17 | 18 | 19 | 20 | 21 | 22 | 23 | 24 | 25 | 26 | 27 | 28 | Finais |
| ------ | -- | -- | -- | -- | -- | -- | -- | -- | -- | -- | -- | -- | -- | -- | ------ |
| Judô   |    |    |    |    |    |    |    |    |    |    |    | 6  | 5  |    | 11     |

## Quadro de medalhas
| Ordem | País        | Medalha de ouro | Medalha de prata | Medalha de bronze |    |
| ----- | ----------- | --------------- | ---------------- | ----------------- | -- |
| 1     | Índia       | 10              | 1                |                   | 11 |
| 2     | Paquistão   | 1               | 4                | 6                 | 11 |
| 3     | Sri Lanka   |                 | 2                | 6                 | 8  |
| 4     | Nepal       |                 | 2                | 4                 | 6  |
| 5     | Bangladesh  |                 | 2                | 3                 | 5  |
| 6     | Afeganistão |                 |                  | 3                 | 3  |
| TOTAL | TOTAL       | 11              | 11               | 22                | 44 |

## Medalhistas
| Evento               | Ouro                           | Prata                                   | Bronze                                                                             |
| Até 60 kg masculino  | IND Índia Navjot Chana         | PAK Paquistão Waris Ali                 | BAN Bangladesh Milton Majumder NEP Nepal Devendra Karmacharya                      |
| Até 66 kg masculino  | IND Índia Parvinder Singh      | BAN Bangladesh Habib Md Habibur Rahman  | PAK Paquistão Muhammad Zeeshan Butt NEP Nepal Subrat Shrestha                      |
| Até 73 kg masculino  | IND Índia Virender Singh       | PAK Paquistão Karamat Butt              | AFG Afeganistão Shjahan Habibi SRI Sri Lanka Sujit Kumara Hapuarachchi             |
| Até 81 kg masculino  | PAK Paquistão Saeed Akhtar     | IND Índia Shamsher Singh                | AFG Afeganistão Mohmood Habibi Mangal BAN Bangladesh Md Mizanur Rahman             |
| Até 90 kg masculino  | IND Índia Anil Kumar           | PAK Paquistão Ghazanfar Ali             | AFG Afeganistão Najeebulah Omar Khil SRI Sri Lanka Ushmantha Bandara Bambaradeniya |
| Até 100 kg masculino | IND Índia Yashpal Solanki      | PAK Paquistão Abid Mahmood Khan         | SRI Sri Lanka Susantha Pushpa Kumara BAN Bangladesh Mahmud Sarkar                  |
| Até 48 kg feminino   | IND Índia Bembem Devi Laishram | SRI Sri Lanka Chamila Dilhani Wijeratne | NEP Nepal Radhdevi Rai PAK Paquistão Humaira Ashiq                                 |
| Até 52 kg feminino   | IND Índia A Anita Chanu        | NEP Nepal Ranju Rai                     | SRI Sri Lanka Thushari Niluka PAK Paquistão Zara Bibi                              |
| Até 57 kg feminino   | IND Índia L Brojeshori Devi    | SRI Sri Lanka Harshini Kumari Herath    | PAK Paquistão Gul Khan NEP Nepal Indira Rai                                        |
| Até 63 kg feminino   | IND Índia Garima Chaudhry      | NEP Nepal Devu Thapa                    | SRI Sri Lanka Chandimali Gunasekera PAK Paquistão Fazeelat Sardar                  |
| Até 70 kg feminino   | IND Índia Jina Devi Chongtham  | BAN Bangladesh Momotaj Puspo            | SRI Sri Lanka Lakmini Weerasinghe PAK Paquistão Nazma Naheed Khan                  |